# Сельское поселение Гавриловка
Се́льское поселе́ние Гавриловка — муниципальное образование в Алексеевском районе Самарской области Российской Федерации.
Административный центр — село Гавриловка.

## История
Статус и границы сельского поселения установлены Законом Самарской области от 4 февраля 2005 года № 6-ГД «Об образовании сельских поселений в пределах муниципального района Алексеевский Самарской области, наделении их соответствующим статусом и установлении их границ».

## Население
| 2010  | 2012  | 2013  | 2014  | 2015  | 2016  | 2017  |
| ----- | ----- | ----- | ----- | ----- | ----- | ----- |
| 1454  | ↘1436 | ↘1427 | ↘1413 | ↘1407 | ↗1421 | ↗1450 |
| 2018  | 2019  | 2020  | 2021  |       |       |       |
| ↗1461 | ↘1460 | ↘1405 | ↘1165 |       |       |       |

## Состав сельского поселения
| № | Населённый пункт | Тип населённого пункта       | Население |
| - | ---------------- | ---------------------------- | --------- |
| 1 | Гавриловка       | село, административный центр | ↘407      |
| 2 | Гавриловский     | посёлок                      | ↘108      |
| 3 | Льва Толстого    | посёлок                      | ↘30       |
| 4 | Патровка         | село                         | ↗616      |
| 5 | Шариповка        | посёлок                      | ↘292      |